# Mourad Mghizrat
Mourad Mghizrat é um médio de Marrocos que nasceu em 7 de Setembro de 1979 em Fès.

## Clubes
- 1996-1999 : Sparta Roterdã  Países Baixos
- 1998-1999 : FC Utrecht  Países Baixos
- 1999-2000 : Sparta Roterdã  Países Baixos
- 1999-2002 : FC Den Bosch  Países Baixos
- 2002-2004 : Willem II Tilburg  Países Baixos
- 2003-2004 : FC Emmen  Países Baixos
- 2004-2005 : FC Den Bosch  Países Baixos
- 2005-2007 : FC Emmen  Países Baixos
- 2007-???? : Haaglandia Rijswijk  Países Baixos